# Matthew Yang King
Matt Yang King es un actor estadounidense. Aparece en Elemental de Pixar, como un personaje regular en el exitoso programa infantil Not Quite Narwhal in October 18, 2012, así como en Riverdale, Powers, 24, Strong Medicine y Numb3rs. Creó los cortometrajes The World of Steam, The Duelist y ha brindado trabajo de doblaje para numerosos programas de televisión, videojuegos y comerciales, incluidos Love, Death & Robots, el doblaje en inglés del 25 aniversario de la película de Studio Ghibli Recuerdos del ayer con Daisy Ridley, la franquicia de World of Warcraft, Cyberpunk 2077, G.I. Joe: Renegades, Transformers: Robots in Disguise, Fortnite, Supah Ninjas y Marvel Heroes.

## Primeros años y vida personal
King estudió actuación en la Tisch School of the Arts de la Universidad de Nueva York y vivió en Nueva York hasta 1998, cuando se fue de gira por los Estados Unidos con el musical Titanic, interpretando al intendente Robert Hichens y Bandsman Bricoux. La gira comenzó en Los Ángeles.

## Carrera

### Actuación de voz
King ha proporcionado numerosas voces para televisión, cine y videojuegos, desde la voz del Anfitrión en "The Witness" y Liang y Renshu en "Good Hunting". Su trabajo incluye a Padre y Kozou en Recuerdos del ayer de Studio Ghibli, Illidan Stormrage en la franquicia World of Warcraft, The Persuader en Justice League vs. The Fatal Five de Bruce Timm, Átomo en Injustice 2, Eian en Batman Ninja, y las voces de Splinter y Shredder en Tortugas Ninja. King es la voz de Apple en numerosos anuncios de televisión y también interpretó tanto a Liu Kang como a Fujin en Mortal Kombat 11 y también interpretó a Kung Lao en la película animada Mortal Kombat Leyendas: La batalla de los reinos.
Además, King fue uno de los creadores y presentadores del podcast de larga duración, GeeksOn, con Aaron Hendricks, Donald Marshall y Peter Gamble Robinson.

### Cine y television
King ha tenido papeles recurrentes en Riverdale, Numbers, 24 y Strong Medicine. Actuó junto a Danny Huston en la película de Bernard Rose The Kreutzer Sonata, en la que también aparece King tocando el violín.

### Teatro
Los créditos en teatro de King incluyen la primera producción de Broadway de Titanic: The Musical, Yankee Dawg You Die de East West Players como Bradley con Sab Shimono y La tempestad como Calibán con el exalumno de la NYU Tisch Daniel Dae Kim, y una versión de hip-hop de Los dos hidalgos de Verona, ganadora del premio NAACP, llamada 2G's en el Sacred Fools Theatre de Los Ángeles.

### Guionista
Frustrado por interpretar papeles estereotípicamente asiáticos a principios y mediados de la década de 2000, King comenzó a escribir para crear papeles para actores de minorías "que la gente sintiera que podía entender que se trataba de ser étnico... [y] racismo". The Harrowing, su guion con Peter Gamble que presenta a un hombre afroamericano como protagonista de una película de terror está en desarrollo.

### Proyectos de crowdfunding
En 2017, King colaboró con el dibujante Tarol Hunt y los productores Phil LaMarr y Danielle Stephens para dar vida al webcomic de Hunt, Goblins, como una serie animada. La campaña Goblins Animated en Indiegogo tenía como objetivo producir un megatráiler/piloto de cinco minutos de duración que podría usarse para generar más interés en el proyecto. El propio King da voz a uno de los personajes, Fumbles. Actores de voz notables componen el resto del reparto, incluidos Phil LaMarr como Complains of Names, Billy West como Minmax, Maurice LaMarche como Forgath, Jim Cummings como Thaco, Tara Strong como Saves a Fox, Matthew Mercer como Big Ears, Jennifer Hale como Kin y Steve Blum como Kore. El megatráiler está actualmente en producción.
En 2012, King creó un proyecto de Kickstarter para su serie web steampunk llamada The World of Steam. Escrito, dirigido y producido por King, el programa está ambientado en un universo steampunk del estilo de The Twilight Zone y presenta a Scott Folsom, Gail Folsom, Gina Torres, Mido Hamada, Karl E. Landler, Julian Curtis, Robin Atkin Downes y el propio King como el anfitrión, el Sr. Liang. En ese momento, la serie era la serie web más taquillera de la historia en Kickstarter. El primer episodio, The Clockwork Heart, se lanzó como episodio web en 2013 y contiene música del compositor Bear McCreary. El resto de la serie aún está en proceso y se está desarrollando para televisión.

### Steampunk
Después de la creación de la serie web World of Steam en 2012, King fue visto como un líder en la comunidad creativa Steampunk. Como resultado, fue invitado a servir como uno de los tres jueces en el primer programa de telerrealidad con temática Steampunk, Game Show Network's Steampunk'd en 2015. King cita como sus influencias Steampunk a H. G. Wells, Julio Verne, H. P. Lovecraft, K. W. Jeter, Robert Howard, Sir Arthur Conan Doyle y China Miéville, entre otros. Colaboró con Scott y Gail Folsom de League of STEAM en el episodio piloto de World of Steam, "The Clockwork Heart", y fue citado en el libro de 2016, Like Clockwork: Steampunk Pasts, Presents, and Futures editado por Rachel A. Bowser y Brian Croxall. Su episodio de Love, Death & Robots, "Good Hunting", es Steampunk de inspiración asiática. King ha aparecido en varias convenciones Steampunk como presentador y juez, y colaboró con Cheyenne Wright de Girl Genius en un nuevo proyecto Steampunk llamado The Cabinet of Curiosities.

## Filmografía

### Papeles de acción en vivo

#### Televisión
| Year      | Título                                                 | Papel | Notas                                                       |
| --------- | ------------------------------------------------------ | --- | ----------------------------------------------------------- |
| 2001      | Crossing Jordan                                        | Dr. Yeung | Episodio: "Blue Christmas"                                  |
| 2001      | ER                                                     | Rick | Episodio: "Four Corners"                                    |
| 2002      | MDs                                                    | Estudiante de segundo año | Episodio: "Time of Death"                                   |
| 2002      | El ala oeste de la Casa Blanca                         | Staffer | Episodio: "Hartsfield's Landing"                            |
| 2002      | Friends                                                | El estudiante | Episodio: "The One Where Joey Dates Rachel"                 |
| 2003      | Threat Matrix                                          | Broker #2 | Episodio: "Pilot"                                           |
| 2003      | The Even Stevens Movie                                 | Scott | Película de televisión                                      |
| 2003      | Frasier                                                | Thad | Episodio: "Daphne Does Dinner"                              |
| 2003–2006 | Strong Medicine                                        | Dr. Matt Linn / First Year / First Year Medical Student                                                                                                | 27 episodios                                                |
| 2004      | It's All Relative                                      | Matthew | Episodio: "Our Sauce, It Is a Beauty"                       |
| 2005      | The New Partridge Family                               | Benjamin | Película de televisión                                      |
| 2005      | CSI: Crime Scene Investigation                         | Yak #2 | Episodio: "Snakes"                                          |
| 2005–2010 | Numb3rs                                                | Matt Li / Técnico / Técnico enla escena del crimen / Técnico / Agente técnico del FBI / Técnico de computadoras del FBI #1 / Agente técnico del FBI #2 | 14 episodios                                                |
| 2007      | CSI: Nueva York                                        | Kim Wey | Episodes: "Child's Play"                                    |
| 2008      | Eli Stone                                              | Tommy Woo | 2 episodios                                                 |
| 2009      | Washington Field                                       | SA Mark Chen | Película de televisión                                      |
| 2009      | Bones                                                  | Dr. Marcus Scheer | Episodio: "The Cinderella in the Cardboard"                 |
| 2010      | Hub Exclusive: G.I. Joe Renegades & Transformers Prime | Él mismo / Entrevistado | Cortometraje de televisión                                  |
| 2010      | 24                                                     | Agent King | 4 episodios                                                 |
| 2011      | NCIS: Naval Criminal Investigative Service             | Min Ho Kwon | Episodio: "A Man Walks Into a Bar..."                       |
| 2012      | Mentes criminales                                      | Detective Harrison Chen | Episodio: "Magnificent Light"                               |
| 2013      | Monday Mornings                                        | Tsung Mai | Episodio: "Communion"                                       |
| 2013–2015 | The World of Steam                                     | Mr. Liang, Productor, Escritor, Director, Codirector, productor ejecutivo                                                                              | Creador de la serie web; financiado a través de Kickstarter |
| 2015      | Steampunk'd                                            | Él mismo - juez | 8 episodios                                                 |
| 2015      | Revenge                                                | Agente Lin | Episodio: "Bait"                                            |
| 2016      | The Last Ship                                          | Zhou | Episodio: "Legacy"                                          |
| 2016      | Powers                                                 | THX | 2 episodios                                                 |
| 2016      | Grimm                                                  | Jin Akagi | Episodio: "Inugami"                                         |
| 2017      | Lucifer                                                | Adrian Yates | Episodio: "Welcome Back, Charlotte Richards"                |
| 2017      | Training Day                                           | Agente Lawrence Park | Episodio: "Faultlines"                                      |
| 2017      | Rosewood                                               | Jason Hiyashi | Episodio: "Radiation & Rough Landings"                      |
| 2017      | Hashtag Awareness: The Webseries                       | Todd | Episodio: The One Where Tim is a Creeper"                   |
| 2018      | Code Black                                             | Piloto Randy Woodman | Episodio: "Cabin Pressure"                                  |
| 2018      | 9-1-1                                                  | Actor | Episodio: "Next of Kin"                                     |
| 2018–2022 | Riverdale                                              | Marty Mantle | 7 episodios                                                 |
| 2019      | Cabinet of Curiosities                                 | Director, escritor | Episodio: "The Secret Language of Flowers"                  |
| 2023      | Abominable and the Invisible City                      | Mr. Lung | Episodio: Shack Attack                                      |

#### Películas
| Año  | Título                                  | Papel                                   | Notas        |
| ---- | --------------------------------------- | --------------------------------------- | ------------ |
| 2004 | Species III                             | Especialista Robert Kelley              |              |
| 2005 | Call Center                             | Sam                                     | Cortometraje |
| 2008 | La momia: la tumba del emperador Dragón | Acrobacias (captura de movimiento)      |              |
| 2008 | The Kreutzer Sonata                     | Aiden                                   |              |
| 2010 | Acts of Violence                        | Bob                                     |              |
| 2011 | How to Spot a Narcissist                | Narcissist Matt                         | Cortometraje |
| 2012 | Red Dawn                                | Soldado norcoreano                      |              |
| 2013 | Sid the Science Kid: The Movie          | Yang Yang                               |              |
| 2016 | Loveology                               | Rev. James                              | Cortometraje |
| 2016 | The Short Sale                          | The Gun                                 | Cortometraje |
| 2016 | Garbage Day                             | Director, productor ejecutivo, escritor | Cortometraje |
| 2020 | Sightless                               | Doctor Katsuro                          |              |
| TBA  | Afterthoughts                           | Detective Jay Vittidini                 | Cortometraje |

### Papeles de voz

#### Películas
| Año  | Título                                          | Papel                             | Notas                             |
| ---- | ----------------------------------------------- | --------------------------------- | --------------------------------- |
| 2008 | Turok: Son of Stone                             | Joven Nashoba / Joven Cliff Brave |                                   |
| 2009 | Trail of the Panda                              | Scientist                         | Sin acreditar; doblaje al inglés  |
| 2012 | Hipster Holocaust                               | Narrator                          | Cortometraje                      |
| 2012 | Back to the Sea                                 | Dabao                             |                                   |
| 2015 | Justice League: Throne of Atlantis              | Stephen Shin                      |                                   |
| 2016 | Recuerdos del ayer                              | Padre / Kazou                     | 25 aniversario; doblaje al inglés |
| 2016 | TMNT: Don vs Raph                               | Splinter / Shredder               | Cortometraje                      |
| 2018 | Batman Ninja                                    | Eian                              | Doblaje al inglés                 |
| 2018 | Sitting Duck                                    | John                              | Cortometraje                      |
| 2019 | Justice League vs. the Fatal Five               | Persuader                         |                                   |
| 2021 | Bright: Samurai Soul                            | Koketsu                           | Acreditado como Matt Yang King    |
| 2021 | The Witcher: La pesadilla del lobo              | Luka                              | Acreditado como Matt Yang King    |
| 2021 | Mortal Kombat Leyendas: La venganza de Scorpion | Kung Lao                          |                                   |
| 2023 | Elemental                                       | Alan Ripple / Lutz / Earth Pruner | Acreditado como Matt Yang King    |
| 2023 | Mortal Kombat Legends: Cage Match               | Concierge                         | [ 19 ]                            |

#### Televisión
| Año           | Título                           | Papel | Notas                                       |
| ------------- | -------------------------------- | --- | ------------------------------------------- |
| 2006          | Naruto                           | Sumaru | 6 episodios; doblaje al inglés              |
| 2010–2011     | G.I. Joe: Renegades              | Tunnel Rat / Nicky Lee / Guardia de Cobra GuTécnico de operaciones Tech /o Pilot / Guard de Cobra #1 / Torch / County Clerk / Técnico / Cobra Trooper #3 | 25 episodios                                |
| 2011–2013     | Supah Ninjas                     | Yamato | 32 episodios                                |
| 2014          | Regular Show                     | Surfista 2 / Merle / Yuji | 2 episodios                                 |
| 2016–2017     | Transformers: Robots in Disguise | Simacore / Voz de computadora | 2 episodios                                 |
| 2016          | New Looney Tunes                 | Male Executive | Episodio: "Bugs of Steel"                   |
| 2018–presente | Baki                             | Tokugawa / Shibukawa | 11 episodios; doblaje al inglés             |
| 2019          | La guardia del león              | Bambun / Dughi / Old Civet | 4 episodios                                 |
| 2019          | Goblins Animated                 | Fumbles / Productor | Mega trailer                                |
| 2019          | Love, Death & Robots             | Liang adulto / Renshu / Joven / Host | 2 episodios; acreditado como Matt Yang King |
| 2019          | Star vs. The Forces of Evil      | None | Escritor; 3 episodios                       |
| 2021          | Trese                            | Capitán Guerrero / Dominic |                                             |
| 2022          | Robot Chicken                    | Scorpion / Dogbert | Episodio: "May Cause a Squeakquel"          |

#### Videojuegos
| Año       | Título                                           | Papel                                           | Notas                                             |
| --------- | ------------------------------------------------ | ----------------------------------------------- | ------------------------------------------------- |
| 2002      | Warcraft III: Reign of Chaos                     | Illidan Stormrage                               |                                                   |
| 2003      | Warcraft III: The Frozen Throne                  | Illidan Stormrage                               |                                                   |
| 2004      | Transformers                                     | Unicron                                         |                                                   |
| 2007      | Uncharted: El tesoro de Drake                    | Piratas #4                                      |                                                   |
| 2008      | Valkyria Chronicles                              | Maximilian                                      | Doblaje al inglés                                 |
| 2008      | Mercenaries 2: World in Flames                   | The Allies - China                              |                                                   |
| 2009      | The Saboteur                                     | Kwong / Louis / Franz                           |                                                   |
| 2009      | Dragon Age: Origins                              | Voces adicionales                               |                                                   |
| 2009      | Uncharted 2: El reino de los ladrones            | Pirata                                          |                                                   |
| 2009      | Infamous                                         | Transeúnte masculino                            |                                                   |
| 2010      | Valkyria Chronicles II                           | Maximilian                                      | Doblaje al inglés                                 |
| 2010      | Kane & Lynch 2: Dog Days                         | Actor                                           |                                                   |
| 2010      | Alpha Protocol                                   | Konstantin Brayko                               |                                                   |
| 2010      | Dead to Rights: Retribution                      | Tseng                                           |                                                   |
| 2011      | Final Fantasy XIII-2                             | Voces adicionales                               | Doblaje al inglés                                 |
| 2011      | The Elder Scrolls V: Skyrim                      | Voces adicionales                               |                                                   |
| 2011      | Uncharted 3: La traición de Drake                | Pirata (multijugador)                           |                                                   |
| 2011      | Ace Combat: Assault Horizon                      | Tigre 1                                         | Doblaje al inglés                                 |
| 2011      | Nicktoons MLB                                    | Perch Perkins                                   |                                                   |
| 2011      | Driver: San Francisco                            | Voces adicionales                               |                                                   |
| 2011      | Might & Magic Heroes VI                          | Changbo                                         |                                                   |
| 2012      | Skylanders: Giants                               | Actor                                           |                                                   |
| 2012      | XCOM: Enemy Unknown                              | Soldier                                         |                                                   |
| 2012      | Resident Evil 6                                  | Enemigos                                        |                                                   |
| 2012      | World of Warcraft: Mists of Pandaria             | Personaje jugable masculino Pandaren            |                                                   |
| 2012      | Diablo III                                       | Voces adicionales                               |                                                   |
| 2013      | Lightning Returns: Final Fantasy XIII            | Voces adicionales                               | Doblaje al inglés                                 |
| 2013      | Skylanders: Swap Force                           | Fright Rider                                    |                                                   |
| 2013      | Teenage Mutant Ninja Turtles: Out of the Shadows | Shredder                                        |                                                   |
| 2013      | Marvel Heroes                                    | Antorcha Humana / Deadpool                      |                                                   |
| 2013      | BioShock Infinite                                | Voces adicionales                               |                                                   |
| 2014      | Skylanders: Trap Team                            | Fright Rider / Molekin Miner Wispy / Kangarat 2 |                                                   |
| 2014      | BioShock Infinite: Burial at Sea                 | Voces                                           |                                                   |
| 2014      | Diablo III: Reaper of Souls                      | Voces adicionales                               |                                                   |
| 2014      | Hearthstone                                      | Actor                                           |                                                   |
| 2015      | Fallout 4                                        | Justin Ayo / Raiders masculino                  |                                                   |
| 2015      | Uncharted: The Nathan Drake Collection           | Pirates                                         | Sonido de archivo                                 |
| 2015      | Skylanders: SuperChargers                        | Fright Rider                                    |                                                   |
| 2016      | World of Warcraft: Legion                        | Master Windstrong / Cato / Margrave Dhakar      |                                                   |
| 2017      | Agents of Mayhem                                 | Agente Oni (Masamune Senichi)                   |                                                   |
| 2017      | Fortnite                                         | Merry Munchkin Gingerbread Pet                  |                                                   |
| 2017      | Injustice 2                                      | Átomo / Ryan Choi                               |                                                   |
| 2018      | World of Warcraft: Battle for Azeroth            | Actor                                           |                                                   |
| 2019      | Marvel Ultimate Alliance 3: The Black Order      | Antorcha humana / Insectoids                    | DLC Shadow of Doom                                |
| 2019      | Death Stranding                                  | Thomas Southerland                              | Viz; captura de movimiento por Edgar Wright       |
| 2019      | Judgment                                         | Kazuya Ayabe                                    | Doblaje al inglés                                 |
| 2019–2020 | Mortal Kombat 11                                 | Liu Kang, Fujin                                 | También en Mortal Kombat 11 Ultimate              |
| 2020      | Cyberpunk 2077                                   | Kerry Eurodyne                                  | Acreditado como Matt Yang King                    |
| 2020      | Ghost of Tsushima                                | Voces adicionales                               | Doblaje al inglés; Acreditado como Matt King      |
| 2020      | XCOM: Chimera Squad                              | Verge                                           |                                                   |
| 2020      | Final Fantasy VII Remake                         | Voces adicionales                               | Doblaje al inglés; Acreditado como Matt Yang King |
| 2020      | Warcraft III: Reforged                           | Illidan Stormrage                               |                                                   |
| 2021      | Lost Judgment                                    | Kazuki Soma                                     | Doblaje al inglés; Acreditado como Matt Y. King   |
| 2022      | Call of Duty: Modern Warfare 2                   | Oroku "Shredder" Saki                           | Acreditado como Matt King                         |
| 2023      | Mortal Kombat: Onslaught                         | Liu Kang, Fujin                                 |                                                   |
| 2023      | Mortal Kombat 1                                  | Liu Kang                                        |                                                   |

### Escenario
| Año       | Título                            | Papel          | Compañía                        | Notas           |
| --------- | --------------------------------- | -------------- | ------------------------------- | --------------- |
| 1999–2000 | Titanic: A New Musical            | Robert Hichens | Original Broadway National Tour |                 |
| 2000      | 2G's (Los dos hidalgos de Verona) | Company        | Sacred Fools Theater Company    |                 |
| 2001      | Yankee Dawg You Die               | Bradley        | East West Players               |                 |
| 2002      | La tempestad                      | Caliban        | East West Players               |                 |
| 2005      | Ten Thousand Years                | Yoshida        | El Portal Forum Theatre         | Premier mundial |